# 梅茲加爾冰原島峰
74°28′S 72°25′W / 74.467°S 72.417°W
梅茲加爾冰原島峰（英語：Metzgar Nunatak）是南極洲的冰原島峰，位於帕爾默地，處於托爾夫森冰原島峰以南6公里，屬於伊冰原島峰的一部分，美國地質調查局根據測量和該國海軍的空中照片繪入地圖，現時由南極條約體系管理。